# Achalziche
Ahıska (georgisch ახალციხე, türkisch Ahıska) ist eine Stadt in Georgien.

## Geografie
Die Stadt liegt in 1029 m Höhe am Fluss Pozchowiszqali. Sie hat 17.903 Einwohner (2014). Achalziche ist die Hauptstadt der Region Samzche-Dschawachetien und des Bezirks Achalziche.

## Geschichte

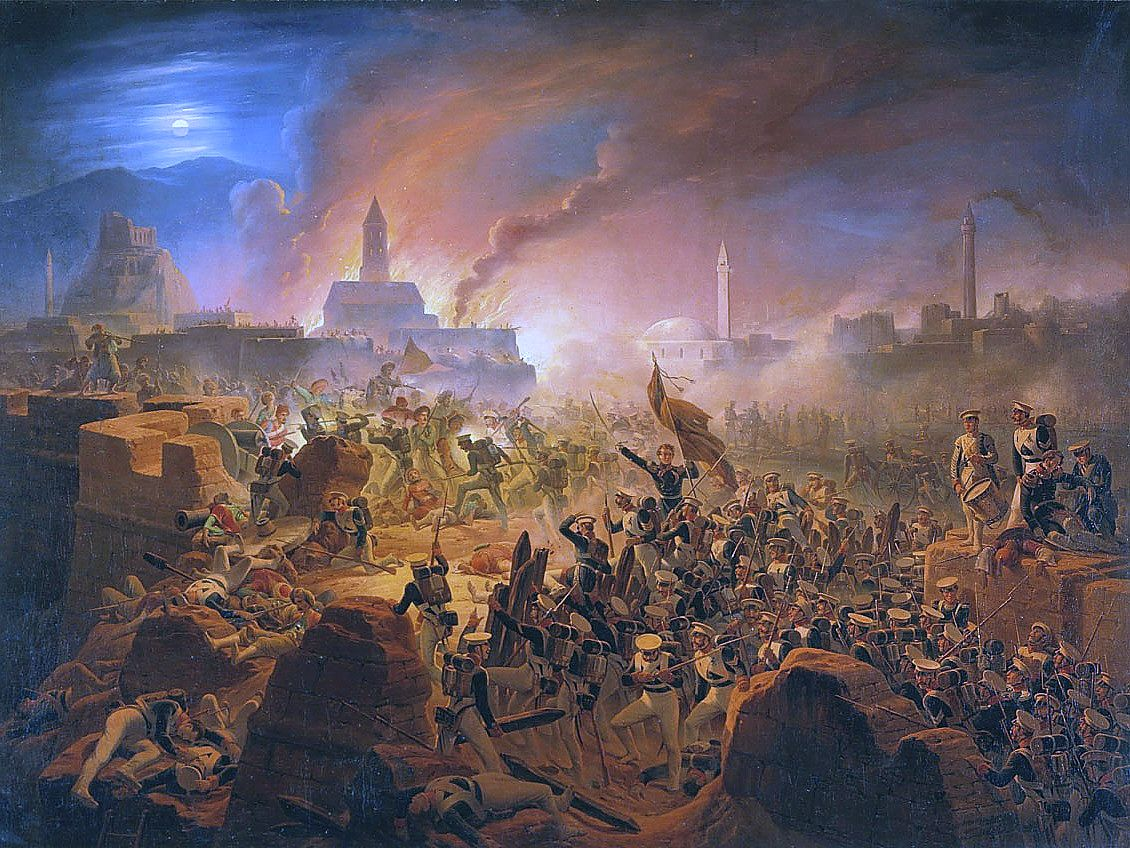
Sturm auf Achalziche am 15. August 1828, Gemälde von January Suchodolski

Die älteste erhaltene schriftliche Erwähnung der Stadt stammt aus dem 12. Jahrhundert. Vom 12. bis 13. Jahrhundert war sie der Sitz der Achalzichelis, der Herrscher von Samzche. Vom 13. bis 17. Jahrhundert wurde die Stadt von der Adelsfamilie Dschaqeli beherrscht. 1576 wurde sie vom Osmanischen Reich erobert und 1628 das Zentrum der osmanischen Provinz Achalziche.
Während des 8. Russischen Türkenkriegs nahmen russische Truppen unter dem Kommando von General Paskewitsch am 27. August 1828 Achalziche ein. Ein Versuch der Osmanen unter Achmed Pascha, im März 1829 Festung und Stadt zurückzuerobern, wurde durch General Bebutow vereitelt. Im Frieden von Adrianopel (1829) wurden die Stadt und andere bis dahin osmanische Gebiete Georgiens Russland zugeschlagen. Sie gehörte zunächst zum Gouvernement Kutais, später zum Gouvernement Tiflis (russisch Tiflisskaja Gubernija). Während des Krimkrieges waren die Russen in der Schlacht von Achalziche erneut erfolgreich gegen die Osmanen. 1879 hatte die Stadt 13.757 Einwohner, 2009 ca. 19.200.

## Sehenswürdigkeiten

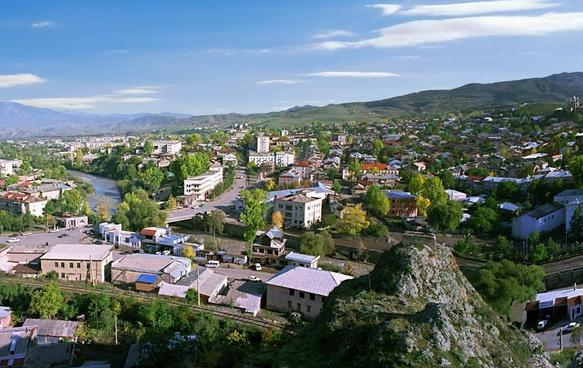
Blick auf Achalziche

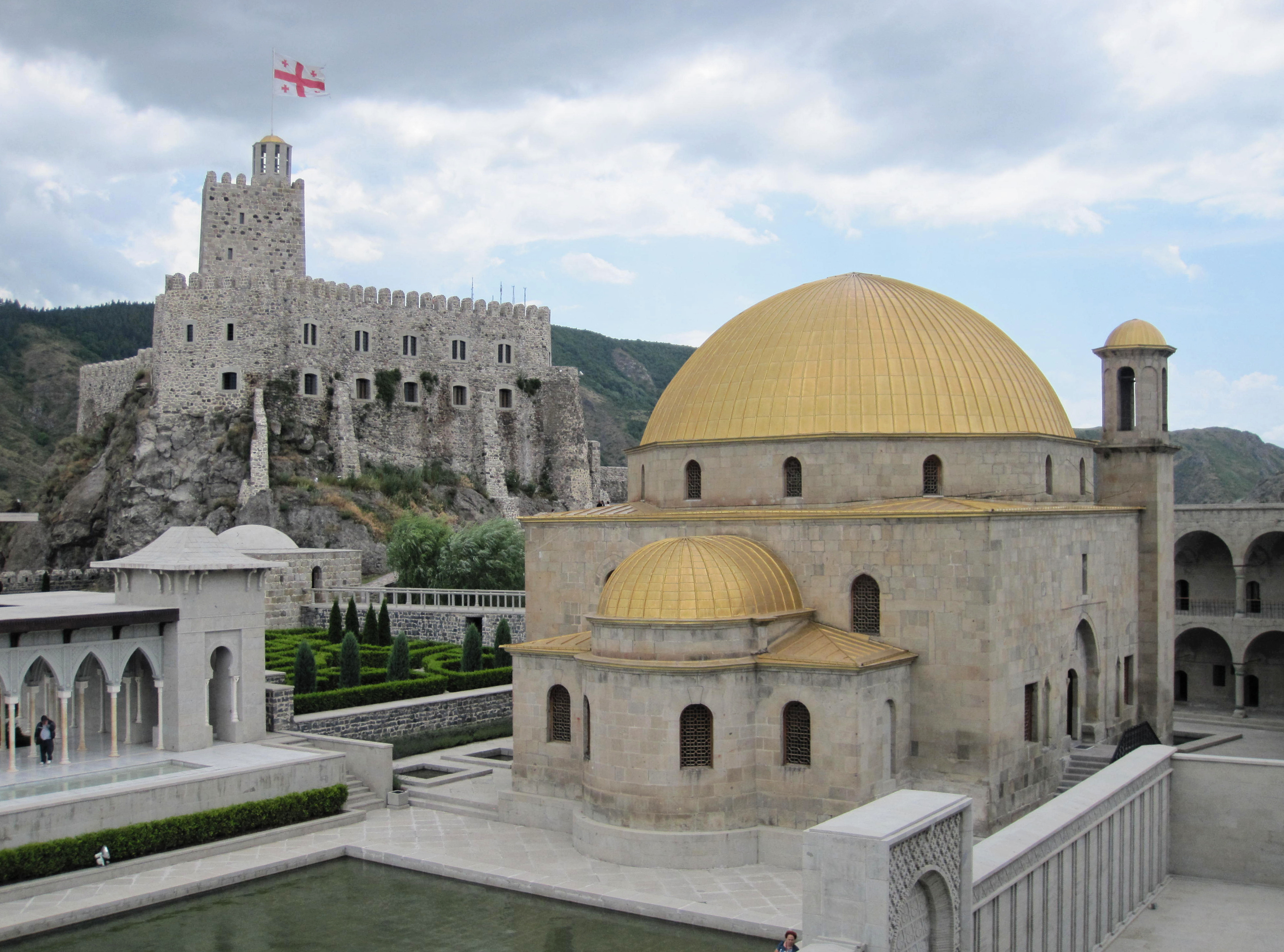
Moschee im Festungsmuseum Rabati

Achalziche besitzt eine Festung, einen Adelspalast aus dem 13. und 14. Jahrhundert, mehrere armenische Kirchen, zwei Synagogen (die Alte Synagoge wurde 2012 saniert), einen großen jüdischen Friedhof und zahlreiche, meist zerstörte Moscheen (einst 28). Eine davon steht sehr gut erhalten in der Festung. Sie wurde im 19. Jahrhundert in eine orthodoxe Kirche umgewandelt und ist mit einer höheren Unterrichtsanstalt verbunden. In den Hügeln zehn Kilometer südöstlich der Stadt liegt das Kloster Sapara aus dem 10. bis 14. Jahrhundert.

## Wirtschaft
In früheren Jahrhunderten war Achalziche ein zentraler Marktplatz für Menschenhandel. Heute führt die Stadt landwirtschaftliche Produkte wie Vieh, Häute, Talg, Wachs und Honig aus. In der Umgebung wird Wein angebaut sowie Mais, Weizen, Gerste, Baumwolle, Tabak und Flachs.

## Verkehr
1967 erhielt die Stadt einen Eisenbahnanschluss, als die bis dahin in Bordschomi endende Bahnstrecke Chaschuri–Wale nach Wale verlängert wurde. Heute enden die von Tiflis kommenden Züge aber wieder in Bordschomi, so dass Achalziche ohne Personenverkehr der Eisenbahn auskommen muss.

## Söhne und Töchter der Stadt
- Krikor Eugene Baghinanti, Titularerzbischof von Theodosiopolis, Weihbischof für den Armenischen Ritus in Rom (1749–1834)
- Grégoire-Pierre Agagianian (1895–1971), Patriarch von Kilikien der armenisch-katholischen Kirche und Kurienkardinal der römischen Kirche
- Hovhannes Katchaznouni (1867–1938), erster Ministerpräsident der Demokratischen Republik Armenien (1918–1920)
- Lussine Sakarjan (1937–1992), sowjetisch-armenische Sängerin (Sopran)

## Partnerstädte
- Ardahan in der Türkei
- Artvin in der Türkei
- Kars in der Türkei